# بسام جرار
بسّام نهاد إبراهيم جرار (29 يونيو 1948 -) باحث ومفكر إسلامي فلسطيني من مواليد رام الله، له عدد من المؤلفات المنشورة وعديد الدروس والمحاضرات العلمية والدعوية، مهتم بتفسير القرآن والدراسات القرآنية والاعجاز العددي، مدير «مركز نون للأبحاث والدراسات القرآنية» والمشرف على موقعه على الإنترنت «إسلام نون». وهو عضو «هيئة ائتلاف الخير»، وعضو رابطة علماء فلسطين، وهو أحد مبعدي مرج الزهور إلى لبنان من قِبل السلطات الإسرائيلية، وتعرض عدة مرات للاعتقال الإداري في السجون الإسرائيلية لعدة سنوات.
ألَّف كتاب «زوال إسرائيل 2022 نبوءة أم صدف رقمية»، حيث يطرح فرضية ودراسة يمكن أن تحدث أو لا تحدث، سببت جدلاً كما هو الحال مع الإعجاز العددي رفضها بعض العلماء المسلمون وأثبته آخرون. عمل مدرساً ثم محاضراً في كلية رام الله التربوية حيث كان محاضراً في مساقات الفكر الإسلامي والشريعة والعقيدة من عام 1977 وحتى 2009، ويشرف على «موقع إسلام نون»، ويشرف على مركز نون الذي اهتم بالدراسات العددية أواخر الثمانينات وأخرج أول دراسة عام 1990 بعنوان: «عجيبة تسعة عشر بين تخلّف المسلمين وضلالات المدّعين»، ويسجل دروساً لتفسير القرآن تُذاع على بعض القنوات الفضائية وعلى اليوتيوب.

## النشأة والتعليم
ولد ونشأ في رام الله، بفلسطين، تخرّج في سبعينيات القرن العشرين من كلية الشريعة بجامعة دمشق، وقد درس على أشهر علمائها. اشتهر في فلسطين في حقبتي السبعينيات والثمانينيات بدروسه ومحاضراته الفكرية وفي السجال مع المدّ اليساري والعلماني في فلسطين، ومن شيوخه وهبة الزحيلي، وأخيه محمد الزحيلي ، محمد أديب صالح، عدنان زرزور، ومحمد سعيد رمضان البوطي، و فتحي الدريني ، ونور الدين عتر، ومحمد هشام برهاني وغيرهم من علماء سوريا، وعلماء في القانون كوحيد الدين سوار.

## أفكار ومواقف سياسية
كان يحاول في السبعينيات والثمانينات من القرن الماضي مقاومة التغريب والأفكار الإلحادية واليسارية والعلمانية، وكان له بين الناس حوارات مع الملحدين، مما جلب عدد من الناس لمتابعة مناظراته. ونتيجة لنشاطاته الدعوية والفكرية المناهضة للاحتلال الإسرائيلي تعرض عدة مرات للاعتقال الإداري في سجون الاحتلال الصهيوني استمرت لسنوات، والابعاد مع مبعدي مرج الزهور إلى لبنان، وكانت بعض اعتقالاته تأتي مباشرة بعد محاضرة قام بها في مساجد مدينة البيرة أو رام الله.
ينشط بسام جرار في التحليلات السياسية وله العديد من الرسائل والمحاضرات عن الربيع العربي وتأييده للرئيس الأسبق محمد مرسي، والحديث عن الانقلاب العسكري في مصر، والتطبيع العربي مع إسرائيل.
كما أنه كان من المؤيدين للثورة السورية على بشار الأسد.

## اهتمامه بتفسير القرآن والإعجاز العددي
للشيخ بسام جرار عشرات المحاضرات والدروس في تفسير سور القرآن الكريم، وربطها مع الواقع. واهتم كذلك بموضوع العدد والإعجاز العددي في القرآن، ولقد تطوّر بحثه في موضوع العدد في القرآن كثيراً حتى أظهر أموراً جديدة. وكان بحثه المعنون بـ (زوال إسرائيل 2022 نبوءة أم صدف رقمية) بحثاً علمياً بعيداً عن الشعوذة والتنبؤ. وهو الأمر الذي جعل الشيخ بسام ينشئ مركزاً للدراسات القرآنية أسماه مركز نون للدراسات والأبحاث القرآنية الذي من أهم أهدافه خدمة القرآن وتطوير الأبحاث في الإعجاز العددي للقرآن الكريم، كما أنشأ لذلك موقعاً على الإنترنت وذلك لنشر الأبحاث والدراسات المتعلقة بالقرآن الكريم.
في المقابل يرفض ابحاثه بعض العلماء ويحذر العديد من علماء المسلمين من استخدام الاعجاز العددي في القرآن، لأن الاعجاز العددي غير مبني على قواعد معينة. ويحذر علماء مسلمون أيضاً من الاعتماد على «حساب الجمل» في اعطاء كل كلمة أو حرف رقم، لأن النبي محمد لم يعتمد ذلك ولأن أصل حساب «الجمّل» كان عند اليهود.

## أعمال ومؤلفات
أنشأ دار القرآن الكريم في مدينة البيرة في فلسطين، ودرّس فيها علم التجويد من العام 1976 وحتى 1988، وأنشأ «مركز نون للدراسات والأبحاث القرآنية» في مدينة البيرة أيضاً عام 1998 ولا يزال يدير المركز حتى اليوم، وللمركز صفحة على الإنترنت تنشر بعض الأعمال الصادرة والمنتهية.
بدأ في العام 2011 درساً دورياً أسبوعياً في تفسير القرآن الكريم ويتم تصويره ونشره على اليوتيوب، في قناة إسلام نون، وكانت تبثّه القدس الفضائية قبل اغلاقها.

### كتبه
لعل أشهر كتبه هو كتاب (زوال إسرائيل 2022 نبوءة أم صدف رقمية)، وله مؤلفات أخرى منها:
- دراسات في الفكر الإسلامي.
- رسائل نون.
- نظرات في كتاب الله الحكيم.
- من أسرار الأسماء في القرآن الكريم.
- سياحة الفكر مقالات في التفسير.[16]
- إعجاز الرقم 19 في القرآن الكريم مقدمات تنتظر النتائج.
- إرهاصات الإعجاز العددي في القرآن الكريم.
- الميزان، بحوث في العدد القرآني.
- لتعلموا عدد السنين والحساب.[17]
- المقتطف من بينات الإعجاز العددي

### دروس وبرامج مرئية
- برنامج سلسلة التفسير، يبث على قناة اليرموك الفضائية.[18][19]
- برامج التفسير على قناة القدس الفضائية.
- له المئات من الدروس والحاضرات الدعوية على اليوتيوب.

## وصلات خارجية
- موقع بسام جرار .
- قناة نون على اليوتيوب.
- موقع إسلام نون
- مقابلة خاصة - قناة معا الفضائية - للشيخ بسام جرار يتحدث فيها عن حياته الشخصية وعن كتبه
- بسام جرار على موقع أرشيف الشارخ.